# Коммунистическая партия Ливии
Коммунистическая партия Ливии (араб. الحزب الشيوعي الليبي‎; итал. Partito Comunista Libico) — подпольная политическая партия, боровшаяся за национальную независимость Ливии. Штаб-квартира партии находилась в Бенгази, а влияние ограничивалось Киренаикой.
Создана сразу после окончания Второй мировой войны итальянскими переселенцами и потомками колонистов антифашистских взглядов. Среди её организаторов были Энрико Чибелли, Джузеппе Престипино, Валентино Парлато, Нино Карузо, Джузеппе Руссо и другие. Связь с Итальянской коммунистической партией поддерживала через Ренато Миели.
Почти сразу после своего появления попала в поле зрения Британской военной администрации, против партии начались репрессии, что вынудило её уйти в подполье. Чтобы продолжить политическую деятельность, члены партии учредили легальную Политическую ассоциацию за прогресс Ливии, в которую входили итальянцы, мальтийцы и евреи, и которая координировала свою деятельность с партией Башира ас-Саадави. Численность ПАПЛ насчитывала две тысячи членов, её печатным органом стала еженедельная газета «Corriere del Lunedì». Коммунистические активисты также принимали участие в студенческих демонстрациях.
В конце 1951 года несколько активных членов партии были арестованы и выдворены в Италию (в том числе семь её лидеров, включая Нино Карузо и Валентино Парлато), газета закрыта, а ассоциация помещена под полицейский надзор. В связи с поражением республиканцев Башира ас-Саадави и созданием королевства Ливии, в 1952 году королём Мухаммадом Идрисом ас-Сануси все политические партии были поставлены вне закона, что окончательно загнало в подполье и компартию.